# Rue Marceline Desbordes-Valmore
Koordinaten: 48° 52′ N, 2° 17′ O
Die Rue Marceline Desbordes-Valmore ist eine Straße in Passy, dem 16. Arrondissement von Paris.

## Lage
Die Straße verläuft von der Rue de la Tour in südlicher Richtung bis zur Rue Faustin Hélie und quert dabei die Rue Nicolo.

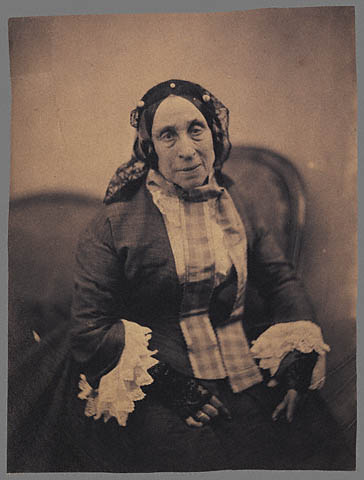
Marceline Desbordes-Valmore

## Namensursprung
Die Straße erhielt ihren Namen 1863 zu Ehren der Schriftstellerin Marceline Desbordes-Valmore (1786–1859). Die Kinderbuchautorin und Verfasserin melancholischer Gedichte beging am 23. Juli 1859 Selbstmord.

## Geschichte
Dieser Weg in der ehemaligen Gemeinde Passy wurde auf dem Gelände des Parc Guichet unter dem Namen «Rue Notre–Dame» eröffnet.
Nach der Eingemeindung nach Paris (23. Mai 1863) erhielt sie dann (24. August 1864) den Namen «Rue Desbordes-Valmore».
Im November 2019 beschloss der Stadtrat die Straßennamen zu "feminisieren" und kam es zum heutigen Namen, Rue Marceline Desbordes-Valmore.

## Sehenswürdigkeiten
In dieser Straße lebten der Architekt Jacques Duban (1797–1870) und der Komponist Félicien David (1810–1876) ebenso wie der bekannte Strafrechtler Faustin Hélie (1799–1884), nach dem die Straße benannt wurde, die das südliche Ende der Rue Desbordes-Valmore bildet. Hélie war jahrelang Leiter der Strafrechtsabteilung im französischen Justizministerium und später auch als Berater für das Berufungsgericht tätig. Außerdem wurde er 1872 zum Präsidenten der Strafrechtskammer und 1879 zum Vizepräsidenten des Staatsrates berufen. Hélie verfasste zwei richtungweisende Werke, die das französische Strafrecht bis heute beeinflussen. Somit gilt er als einer der bedeutendsten Kommentatoren des französischen Strafgesetzbuches.
- Nr. 4 bis 22: eine Serie von Hôtels particuliers mit Fenster zur Gartenseite für Künstler. Sie wurden zwischen 1879 und 1895 gebaut, fünf davon stammen vom Architekten Louis Salvan.[5]

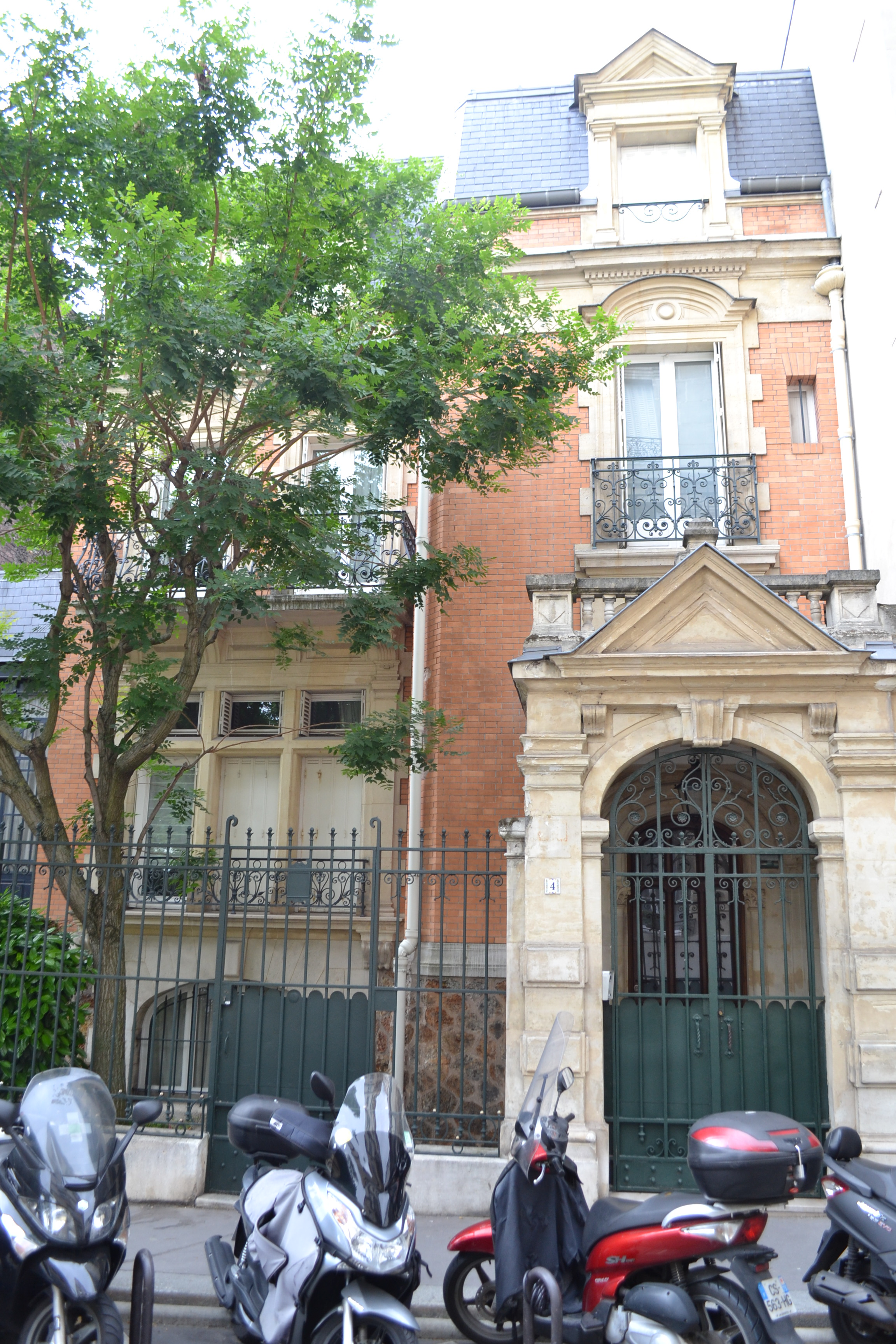
Nr. 4
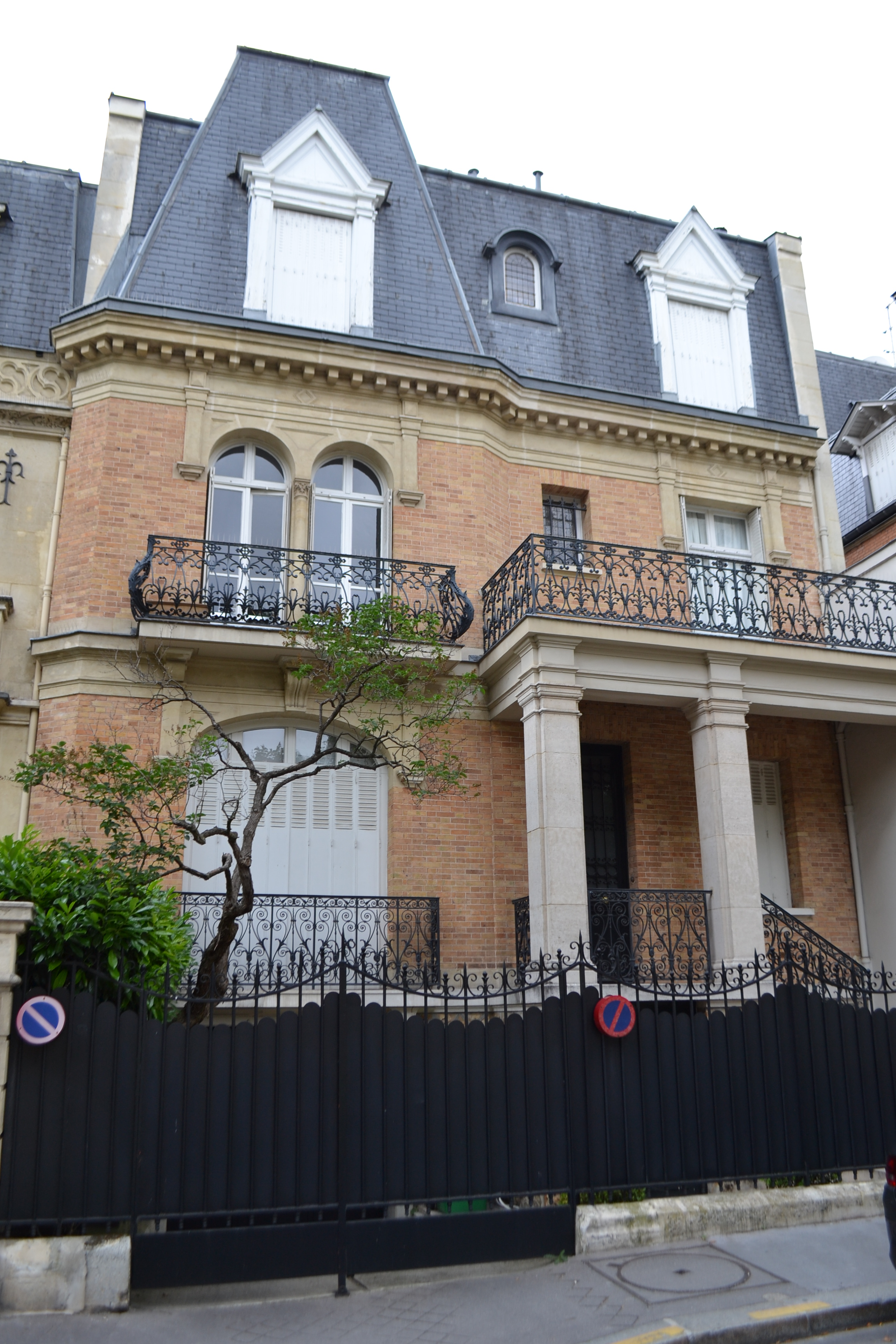
Nr. 8
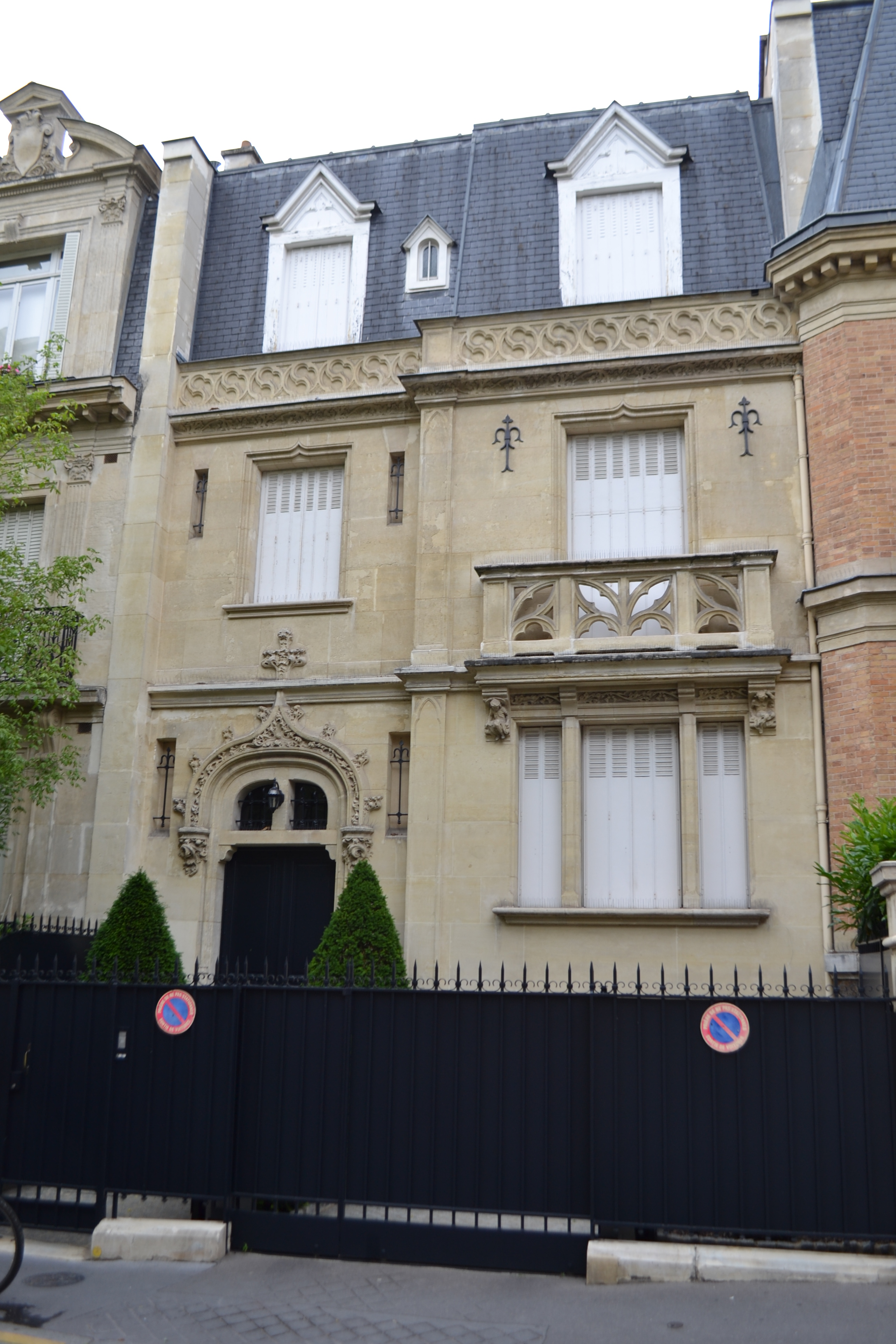
Nr. 10
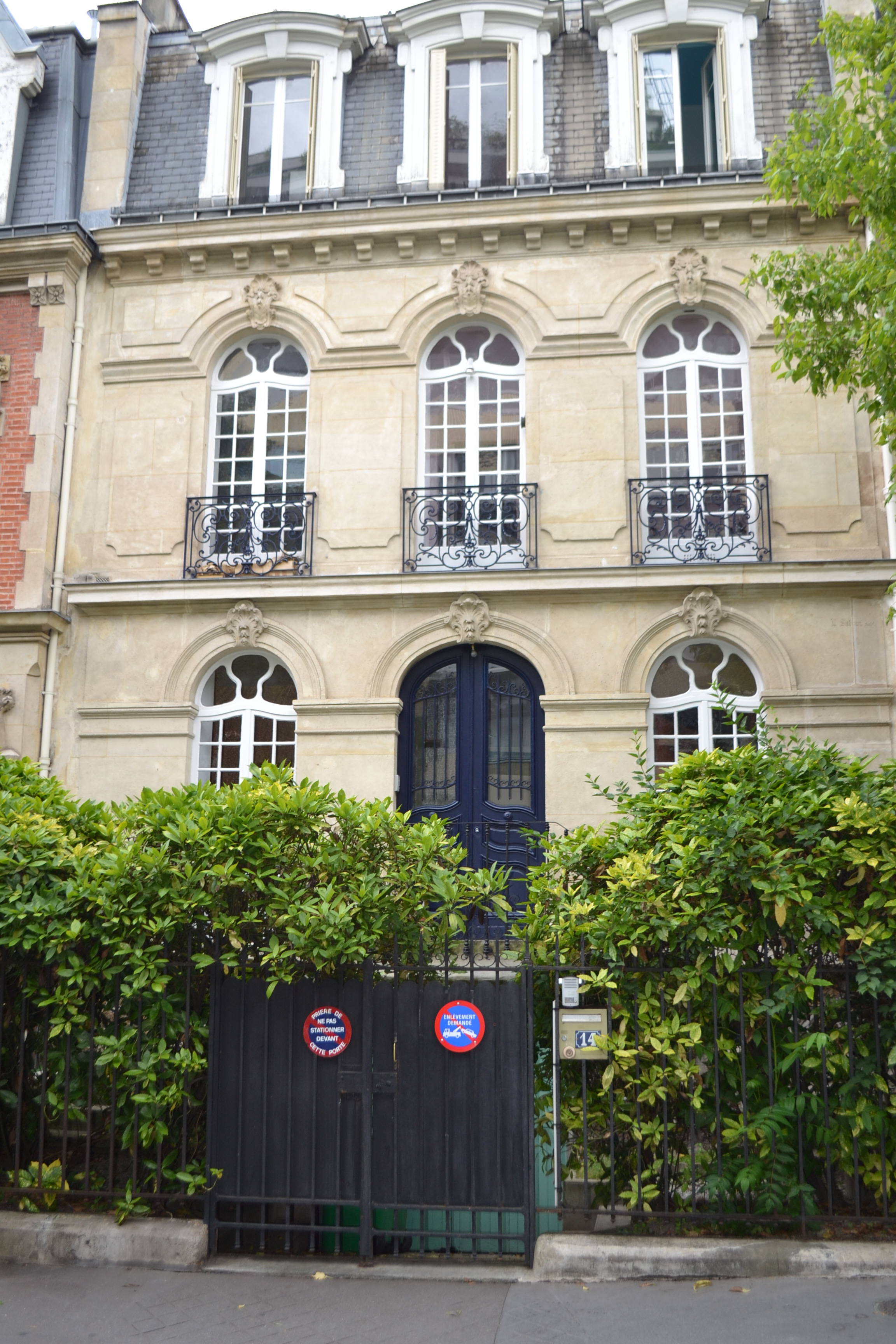
Nr. 14